# Tulagi

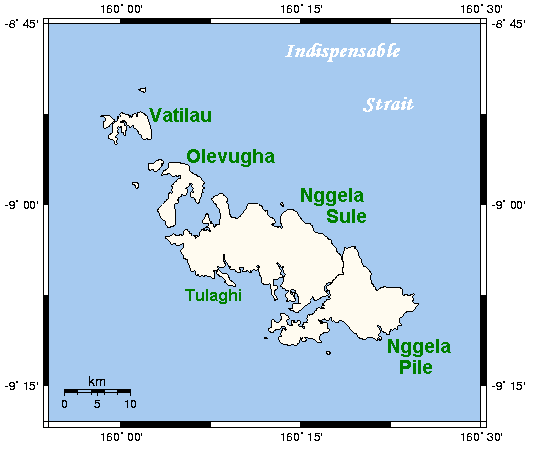
A localização de Tulagi nas Ilhas Florida

Tulagi é uma pequena ilha no arquipélago das Ilhas Salomão, com 5,5 km de comprimento e 1 km de largura, ao sul da costa das Ilhas Florida, as maiores do arquipélago.
A capital com o mesmo nome ( pop. 1 750 hab.) foi a capital do Protetorado das Ilhas Salomão, entre 1896 e 1942, quando o arquipélago  foi ocupado pelas tropas japonesas durante a Guerra do Pacífico e hoje é a capital da província central de Tulagi.

## II Guerra Mundial
A ilha é uma referência histórica, ligada à II Guerra Mundial. Escolhida como base pelos britânicos entre o grande número de atóis e ilhas espalhadas desordenadamene pelas Ilhas Salomão, Tulagi foi atacada e ocupada pelo Japão em 3 de maio de 1942, que ali estabeleceram uma grande base naval .
A frota ali ancorada foi atacada durante a Batalha do Mar de Coral e no dia 7 de agosto de 1942 tropas aliadas desembarcaram na ilha, capturando-a após um dia de violentos combates marítimos, aéreos e terrestres contra a guarnição japonesa no local. Após a ocupação, Tulagi serviu como base para uma flotilha de pequenos barcos PT de ataque, na qual serviu o ex-Presidente dos Estados Unidos, John Kennedy.

## Turismo
Hoje, a única frota em Tulagi é formada por barcos de pesca, principal atividade econômica dos ilhéus. O lugar é considerado um paraíso para atividades de mergulho, uma indústria turística da região, e de exploração, por suas águas claras, profundas e pelos destroços de diversos navios de guerra naufragados a seu redor, constantemente visitados pelos praticantes do esporte, alguns deles quase intactos, com todos seus armamentos ainda no lugar.